# Landon Bow
Landon Bow, född 24 augusti 1995, är en kanadensisk professionell ishockeymålvakt som är kontrakterad till Dallas Stars i National Hockey League (NHL) och spelar för Texas Stars i American Hockey League (AHL). Han har tidigare spelat för Idaho Steelheads i ECHL och Swift Current Broncos och Seattle Thunderbirds i Western Hockey League (WHL).
Bow blev aldrig NHL-draftad.